# Selnica Miholečka
Selnica Miholečka falu Horvátországban Kapronca-Kőrös megyében. Közigazgatásilag  Sveti Petar Orehovechez tartozik.

## Fekvése
Kőröstől 11 km-re északnyugatra, községközpontjától 3 km-re délnyugatra fekszik.

## Története
A falunak 1857-ben 88,  1910-ben 142 lakosa volt. Trianonig Belovár-Kőrös vármegye Körösi járásához tartozott. 2001-ben 89 lakosa volt.